# Eneda Tarifa

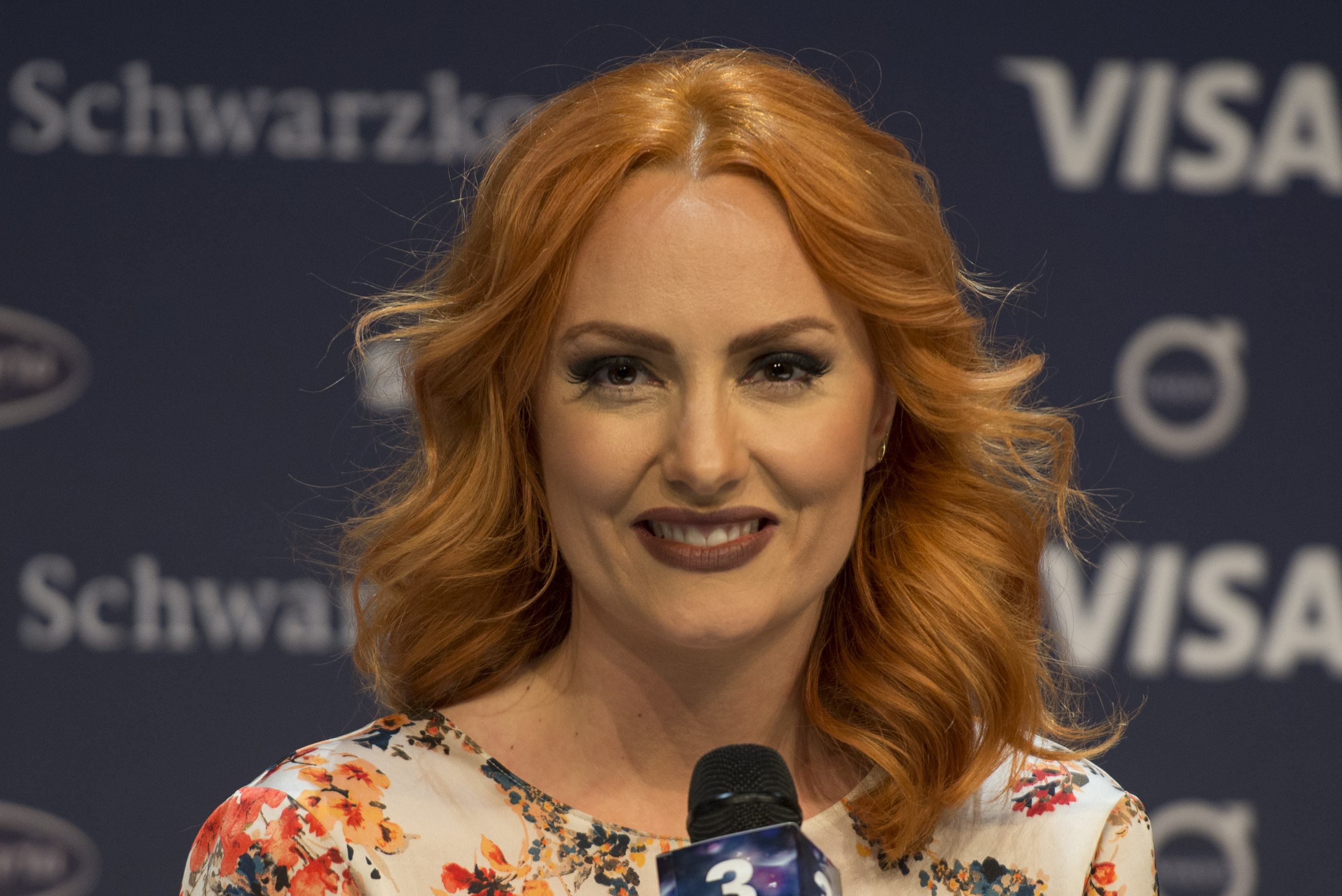
Eneda Tarifa beim ESC 2016 in Stockholm

Eneda Tarifa (* 30. März 1982 in Tirana) ist eine albanische Sängerin und TV-Moderatorin. Sie hat ihr Heimatland Albanien beim Eurovision Song Contest 2016 in Stockholm, Schweden vertreten.

## Leben und Karriere
Tarifa nahm erstmals 2003 und erneut 2007 am Festivali i Këngës teil und gewann die Castingshow Top Fest im Jahr 2010. Ihre Karriere begann mit der ersten Teilnahme am Festivali i Këngës, wo sie mit dem Titel Qëndroj (Ich bleibe) das Finale erreichte. 2006 nahm sie am Festival Kënga Magjike, dem zweitbekanntesten Musikwettbewerb innerhalb Albaniens, teil und erreichte mit Rreth zjarrit tënd 154 Punkte und den vierten Platz. Ihr zweiter Beitrag bei Festivali i Këngës, E para letër (Erster Brief), erreichte im Finale Platz zehn von 17. Im Jahr 2008 nahm sie dann nochmals bei Kënga Magjike teil und erhielt für ihren Beitrag Zëri im (Meine Stimme) 577 Punkte. Seit ihrem Sieg bei Top Fest mit dem Lied Me veten (Mit mir) moderiert sie die Satiresendung Portokalli auf dem Sender Top Channel. Privat ist sie mit dem Musiker Erion Zaloshnja verheiratet; die gemeinsame Tochter Aria kam 2013 auf die Welt.
2014 wurde sie der Homophobie beschuldigt, nachdem sie sich auf Facebook negativ über die ESC-Gewinnerin Conchita Wurst geäußert hatte. Sie erklärte darauf, es gehe ihr um die Kunst, die nicht von „Lobbyisten“ irgendwelcher Art, sei es für sexuelle Ausrichtung, Politik, Religion, Nationalismus oder Rassismus, missbraucht werden sollte.
Am 27. Dezember 2015 gewann die Sängerin mit dem Lied Përrallë (Märchen) das 54. Festivali i Këngës und durfte somit Albanien beim Eurovision Song Contest 2016 in Stockholm vertreten. Sie trat dort mit der englischsprachigen Version Fairytale an. Sie konnte sich allerdings nicht für das Finale des Wettbewerbs qualifizieren.
2019 gewann sie erneut den Gesangswettbewerb Kënga Magjike.

## Diskografie
Singles
- 1997: Yjet e shpresës
- 2001: Ika larg
- 2003: Qëndroj (Bleib)
- 2005: Sytë nga ti
- 2006: Rreth zjarrit tënd (Um dein Feuer herum)
- 2007: E para letër (Erster Brief)
- 2008: Zëri im (Meine Stimme)
- 2008: Thurje
- 2010: Me veten (Mit mir)
- 2016: Përrallë (Märchen)
- 2016: Fairytale (Märchen)
- 2019: Ma zgjat doren (Gib mir [deine] Hand)